# Dictyolimon
Dictyolimon é um género botânico pertencente à família Plumbaginaceae.